# Laskod
Laskod är en ort (by) i provinsen Szabolcs-Szatmár-Bereg i östra Ungern. Orten har 795 invånare (2024), på en yta av 13,59 km². Den ligger cirka 26,5 kilometer nordost om Nyíregyháza.